# L'Arc〜en〜Ciel Tribute
『L'Arc〜en〜Ciel Tribute』（ラルク アン シエル トリビュート）は、日本のロックバンド、L'Arc〜en〜Cielのトリビュート・アルバム。2012年6月13日発売。発売元はKi/oon Music。

## 解説
L'Arc〜en〜Cielが発表した初のトリビュート・アルバム。
本作には、海外出身アーティスト10組によるL'Arc〜en〜Cielの楽曲のカバーに加え、ボーナストラックとして日本のアーティスト4組によるカバー音源が収録されている。日本のアーティストがカバーした4曲と「flower」を除いた9曲は、リリックの全てが英語詞に変更されている。なお、「flower」は全て仏語詞、「Caress of Venus」は韓国語、英語、日本語の混合詞に改変されている。
本作のプロデュースは、アメリカの音楽プロデューサー、マーティ・フレデリクセンが務めており、歌詞翻訳も同氏が携わっている。歌詞翻訳の流れは、まず日本側のスタッフが元の歌詞を英訳し、それをマーティが中心となり手直し作業を行っている。なお、ボーナストラックのカバーを手掛けた日本のバンド4組は、いずれもL'Arc〜en〜Cielが在籍するソニー・ミュージックの社内レーベル、Ki/oon Musicに所属するアーティスト群から抜擢されている。
本作のフィジカルは、通常盤（CD）の1形態で販売されている。また、本作には歌詞が記載されたブックレットとは別に、音楽評論家の小野島大による書き下ろしライナーノーツが付属している。フィジカル発売日には、アジア各国、北南米、欧州、豪州の世界24ヶ国において配信リリースされている。また、香港、台湾、韓国、タイ、インドネシアなどのアジア各国では、配信だけでなくフィジカルも販売されることになった。

## 収録曲
1. Blurry Eyes / Vince Neil
  - 作詞: hyde / 作曲: tetsuya

1stシングルの表題曲のカバー。アメリカのロックバンド、モトリー・クルーのボーカリストであるヴィンス・ニールがカバーしている。
2. NEO UNIVERSE / Orianthi
  - 作詞: hyde / 作曲: ken

19thシングル「NEO UNIVERSE／finale」の表題曲のひとつのカバー。オーストラリア出身のロックミュージシャン、オリアンティ・パナガリスがカバーしている。
3. RAINBOW / TLC
  - 作詞: hyde / 作曲: ken

7thシングルの表題曲のカバー。本作収録にあたり、オリジナルタイトルである「虹」から曲名が変更されている。アメリカの女性R&Bグループ、TLCがカバーしている。
4. HONEY / Eric Martin featuring John5
  - 作詞･作曲: hyde

10thシングルの表題曲のカバー。アメリカのロックバンド、ミスター・ビッグのボーカリストであるエリック・マーティンがカバーしている。
5. READY STEADY GO / ZEBRAHEAD
  - 作詞: hyde / 作曲: tetsuya

22ndシングルの表題曲のカバー。アメリカのロックバンド、ゼブラヘッドがカバーしている。
6. snow drop / Boyz II Men
  - 作詞: hyde / 作曲: tetsuya

13thシングルの表題曲のカバー。アメリカのボーカル・グループ、ボーイズIIメンがカバーしている。
7. Vivid Colors / Maxi Priest
  - 作詞: hyde / 作曲: ken

2ndシングルの表題曲のカバー。イギリス出身のレゲエ歌手、マキシ・プリーストがカバーしている。
8. HEAVEN'S DRIVE / Michael Monroe
  - 作詞･作曲: hyde

15thシングルの表題曲のカバー。フィンランドのロックバンド、ハノイ・ロックスのボーカリストであるマイケル・モンローがカバーしている。
9. STAY AWAY / Daniel Powter
  - 作詞: hyde / 作曲: tetsuya

20thシングルの表題曲のカバー。カナダ出身の歌手、ダニエル・パウターがカバーしている。
10. flower / Clementine
  - 作詞･作曲: hyde

5thシングルの表題曲のカバー。フランス出身の歌手、クレモンティーヌがカバーしている。
-bonus track-
11. SEVENTH HEAVEN / POLYSICS
  - 作詞･作曲: hyde

30thシングルの表題曲のカバー。日本のニュー・ウェイヴ・バンド、POLYSICSがカバーしている。
12. Shout at the Devil / SID
  - 作詞: hyde / 作曲: ken

5thアルバム『HEART』収録曲のカバー。日本のロックバンド、シドがカバーしている。
13. Caress of Venus / Hemenway
  - 作詞: hyde / 作曲: ken

4thアルバム『True』収録曲のカバー。日本のロックバンド、Hemenwayがカバーしている。
14. Driver's High / TOTALFAT
  - 作詞: hyde / 作曲: tetsuya

17thシングルの表題曲のカバー。日本のロックバンド、TOTALFATがカバーしている。

## クレジット
フィジカルアルバムに付属するブックレットより転載。日本語表記が確認出来ない部分に関しては原文ママとする。
| - マーティ・フレデリクセン：Produced - Anthony Focx：Mixed, Engineered & Digital Engineered Blurry Eyes - ヴィンス・ニール：Vocals - デイモン・ジョンソン：Guitars - マーティ・フレデリクセン：Guitars, Bass, Lyric Translation - ブライアン・ティッシー：Drums - ジェイソン・ペイジ：Background Vocals - Gary McKinney：Additional Guitar Engineering - Jon Mabe：Lyric Translation - Kari Smith：Lyric Translation NEO UNIVERSE - オリアンティ・パナガリス：Vocals, Lead Guitar - デイモン・ジョンソン：Guitars, Bass, Keys, Lyric Translation - シャーロット・ギブソン：Background Vocals - ブライアン・ティッシー：Drums - マーティ・フレデリクセン：Additional Programming, Lyric Translation - Kari Smith：Lyric Translation - ミッキー・ジャック・コーンズ：Lead Guitar Engineer - ジェイソン・ペイジ：Backing Vocal Engineer RAINBOW - TLC：Vocals - Derek Cannavo：Drum Programming, Keyboard Programming - ズビン・タッカー：Keyboard & Percussion Programming - シャーロット・ギブソン：Background Vocals - John Mabe：Lyric Translation - マーティ・フレデリクセン：Lyric Translation - ジェイソン・ペイジ：T-Boz's & Background Vocals Recorded - マイク・ミラー：Chilli's Vocal Recorded HONEY - エリック・マーティン：Vocals - ジョン5：Guitars - クリス・フレデリクセン：Bass - ブライアン・ティッシー：Drums - マーティ・フレデリクセン：B3 Organ, Lyric Translation - デイモン・ジョンソン：Lyric Translation - Kari Smith：Lyric Translation - トム・サイズ：Vocals Recorded - グリフィン・ボイス：Guitars Recorded READY STEADY GO - マッティ・ルイス（ゼブラヘッド）：Lead Vocals, Rhythm Guitar, Background Vocals - アリ・タバタビィ（ゼブラヘッド）：Lead Vocals - グレッグ・バーグドルフ（ゼブラヘッド）：Lead Guitar, Engineered - ベン・オズモンドソン（ゼブラヘッド）：Bass - エド・ウドハス（ゼブラヘッド）：Drums, Percussion - ジェイソン・フリース：Additional Programming, Engineered - ダン・パーマー：Additional Guitars - ゼブラヘッド：Lyric Translation snow drop - ボーイズIIメン：Vocals - ズビン・タッカー：Drum Programming, Keyboard Programming, Guitars - ジェイソン・ペイジ：Vocal Arrangement, Lyric Translation - チャーリー・ジョンソン：Vocals Recorded - Kenneth "KT" Townsend：Vocals Recorded - Tim Kechely：ProTools & Digital Engineered Vivid Colors - マキシ・プリースト：Vocals, Vocal Production - Derek Cannavo：Drum Programming, Keyboard Programming - ズビン・タッカー：Keyboards, Percussion Programming, Guitars - シャーロット・ギブソン：Backing Vocals - Jon Mabe：Lyric Translation - マーティ・フレデリクセン：Lyric Translation - リヴィングストン・ブラウン：Vocal Production, Vocals Recorded - Josh Green：Assisted - Lenny Wee：Background Vocal Engineering | HEAVEN'S DRIVE - マイケル・モンロー：Vocals, Harmonica, Lyric Translation - Scoll Pounds：Guitars, Bass - ブライアン・ティッシー：Drums - ジェイソン・ペイジ：Background Vocals - J-P Salo：Vocals Recorded STAY AWAY - ダニエル・パウター：Vocals - デイモン・ジョンソン：Guitars, Bass, Lyric Translation - ジェイソン・ペイジ：Piano, Vocals Recorded - ブライアン・ティッシー：Drums - マーティ・フレデリクセン：Lyric Translation - Kari Smith：Lyric Translation flower - クレモンティーヌ：Vocals - Thibaut Barbillon：Bass, Guitar - マーク・コリン：Key & Drum Programming - Loumi Kawai：Lyric Translation - Robson Galdino：Vocals Recorded SEVENTH HEAVEN - ハヤシヒロユキ（POLYSICS）：Guitars, Voice, Programming, Vocoder - フミ（POLYSICS）：Bass, Voice - ヤノ（POLYSICS）：Drums, Voice - 小野寺伯文：Recorded, Mixed Shout at the Devil - SID：Produced - マオ（SID）：Vocals - Shinji（SID）：Guitars - 明希（SID）：Bass - ゆうや（SID）：Drums - 原裕之：Recorded, Mixed Caress of Venus - Isaac（Hemenway）：Vocals, Guitars, Lyric Translation - Charm（Hemenway）：Guitar, Acoustic Guitar, Chorus, Synth & Percussion Arrangement - Ogaching（Hemenway）：Bass, Chorus - Toshi（Hemenway）：Drums, Chorus - 古賀健一：Recorded - 佐藤雅彦：Mixed - Tomoo Ohnuma：Instrumental Technician - Yoshio "Masuo" Arimatsu：Drums Technician Driver's High - Shun（TOTALFAT）：Vocals, Bass - Jose（TOTALFAT）：Vocals, Guitars - Bunta（TOTALFAT）：Drums - Kuboty（TOTALFAT）：Guitars - 細井智史：Recorded, Mixed - Masato "Marz" Ishii：Guitar & Bass Technician - Yoshio "Masuo" Arimatsu：Drum Technician [Artwork etc] - Sean Mosher-Smith（the Conspiracy）：Cover & Booklet Design - Yuri Furukawa（Ki/oon Music Inc.）：A&R - Keiichi Hirose：A&R Director - Kaichiro Shirai（Ki/oon Music Inc.）：A&R Director - Riki Nishimura for Antinos Management America, Inc.：Production Management - Kari Smith（Poppy Productions）：Production Coordination for Marti Frederiksen - Hideki Kokumai（Sony Music Entertainment Inc.）：Coordination for Japan - Junichi Maekawa：Label staff - Tsutomu Sakamoto：Label staff - Masakazu Hirata：Label staff - Mitsuo Fujie：Label staff - Mino Iizuka：Label staff - Noriyuki Kikuchi（Ki/oon Music Inc.）：Label staff - Yuta Saito（Sony Music Distribution Inc.）：Sales Promotion - Yoko Nakajima（Sony Music Communications Inc.）：Product Coordination - 中山道彦（Ki/oon Music Inc.）：Executive Producer |